# Muatal II
Muatal II (em hitita: Muwatalli; em egípcio mwTnrA) foi um rei hitita (1295 a. C.-1272 a. C.), famoso por sua participação na Batalha de Cadexe. Seu reinado destacou-se pelas contínuas guerras contra as tribos kaskas do norte e com o Egito no Levante.

## Biografia
Muatal II era filho de Mursil II e o sucedeu após sua morte. No começo de seu reinado teve de enfrentar algumas rebeliões em Arzaua, lideradas pelo nobre hitita Piamaradu; estas revoltas foram sufocadas após uma série de campanhas vitoriosas, embora Piamaradu tenha buscado refúgio nos reinos vizinhos e continuado com suas tentativas de levar os reinos da Anatólia ocidental à revolta.
Com a ascensão da XIX dinastia egípcia, Muatal temeu pela segurança das posições hititas no Levante e na Síria. Para tentar combater o renascimento egípcio, o rei tomou a decisão de mudar a capital do reino de Hatusa para Taruntassa, situada mais ao sul e, portanto, mais distante dos territórios ameaçados pelos egípcios e dos kaskas.
Muatal deixou a proteção do norte com seu irmão Hatusil III, que conseguiu conquistar vários territórios aos kaskas. Enquanto o rei se preparava para um choque contra os egípcios, Adadenirari I da Assíria capturou o reino de Mitani que, por esta época, era apenas uma sombra de seu antigo poderio.
Com a ascensão ao trono do enérgico Ramessés II no Egito, a guerra se tornou inevitável. No quarto ano de seu governo, Ramessés partiu até a Síria, e no quinto ano,[carece de fontes?] em 1 274 a.C., teve lugar a batalha de Cadexe, no vale médio do Rio Orontes; embora o resultado deste combate não seja claro, parece que Ramessés teve uma vitória tática, mas teve que admitir que o vale havia sido tomado pelos hititas. O tratado de paz foi celebrado entre Ramessés II e Hatusil III, irmão de Muatal, chamado, em hitita, de Hatusil e, em egípcio, de Khetasar.
Muatal também se envolveu com Troia: em 1 290 a.C., um aventureiro de nome Piamaradu tentou se tornar rei de Mira, uma cidade no vale do Rio Menandro, e teve o apoio do irmão do rei de Aiaua, chamado Tauagauala, reconstruído como *Etewokleweios, ou, como é mais conhecido em grego, Etéocles. Uma das cidades que apoiaram Piamaradu foi Milauanda, uma das cidades dos aiauas, a versão, em hitita, de aqueus. Quando o rebelde atacou Uilusa (Troia), o seu rei, Alaquesandu (Alaksandu; provavelmente o mesmo Alexandre da Ilíada) pediu socorro, e Muatal ordenou ao rei de Seha, cidade nos vales do Caico e Hermo, que defendesse Uilusa, porém este foi derrotado por Piamaradu. Os exércitos hititas então socorreram Uilusa, que se tornou um vassalo dos hititas, fato registrado em um tratado datado de 1 272 a.C., que sobrevive em pelo menos seis cópias, e no qual o deus troiano de nome Apaliunas (Apolo) é invocado como garantia.